# 钱文炳
钱文炳，杭州錢塘（今浙江省杭州市）人，是五代十國的吳越國宗室，武肃王钱镠的孙子，钱元璙的儿子。
宋太祖开寳初年，钱文炳安葬妻子在报恩寺侧，发现当地古墓里的遗骸长一丈余，东列铜铛，西有寳剑、玉环。钱文炳拿出剑来，黑蜂接着就蛰了他，随即暴亡。钱文炳的儿子钱知元，晕倒后醒来自称尸体是帝尧之臣繇余氏，辅佐大禹治水，以功封吴。